# ハッセ・ヴェイユのゼータ函数
ハッセ・ヴェイユのゼータ函数（英: Hasse–Weil zeta function）とは、数学において最も重要な L-函数のうちの一つである。これは代数体上の代数多様体にたいして定義される複素関数である。これは各素数ごとの因子である局所ゼータ函数の無限積オイラー積として定義される。ハッセ・ヴェイユゼータ函数は、大域的L-函数の 2つの大きなクラスの一つで、他は保型表現に付随する L-函数である。予想としては、ハッセ・ヴェイユのゼータ関数全体と保型表現からさだまる全体の間に対応があると考えられており、これは谷山志村予想の非常に大きな一般化である。
オイラー積の有限個の要素を除外したハッセ・ヴェイユゼータ函数の記述は比較的単純である。これはヘルムート・ハッセ (Helmut Hasse) とアンドレ・ヴェイユ (André Weil) が初めて示唆した。代数多様体が一点の場合、有理数体上ならリーマンゼータ函数、一般の代数体ならデデキントゼータ関数に対応し、これを一般化したものとなる。
話を単純にするため、有理数体上の代数多様体 V にたいして、そのハッセ・ヴェイユゼータ函数を説明する。V が非特異射影多様体のとき、素数 p に対し、p を法として V の還元を考える。p 個の元を持つ有限体 Fp 上の代数多様体 Vp はまさに V の方程式を還元することにより得られる。ほとんど全ての p に対して、Vp は非特異となる。複素変数 s のディリクレ級数として局所ゼータ函数
{\displaystyle \zeta _{V,p}\left(p^{-s}\right)}
の無限積として
{\displaystyle Z_{V,Q}(s)}
を定義する。
すると、Z(s) は、定義に従い、有限個の p−s の有理函数による乗法のみを除外して well-defined である。 
この有理函数による乗法の不定性は比較的実害がない。たとえば有理型函数として解析接続することができるので、Z(s) が有理型函数に解析接続されるという性質はこの不定性に依存しない。また函数等式についても、函数等式の対称軸の正確な位置は悪い因子に依存するものの、函数等式が存在する事自体にはいくつかの因子を除いた事は影響しない。
エタールコホモロジーの発展により、正確な定義が可能となった。とくに、悪い還元に対応するオイラー因子が何かということを説明することができる。分岐理論で理解される一般原理に従うと、悪い素数では導手の理論のような良い情報を持っている。良い還元をもつ素数 p においてはオッグ・ネロン・シャファレビッチの判定条件により V のエタールコホモロジー上のガロア表現 ρ は不分岐である。このため、局所ゼータ函数の定義は、
{\displaystyle \rho (\operatorname {Frob} (p))}
の特性多項式の項で再現できる。ここの Frob(p) は p に対するフロベニウス元である。悪い還元をもつ素数 p では、ρ が p に対する惰性群 I(p) 上非自明な作用をもつ。これらの素数では、惰性群が自明表現として作用するような表現 ρ の最も大きな商をとることによってオイラー因子をさだめる。このようにして、Z(s) の定義はほとんど全ての p から全ての p へ、オイラー積が整合性をもつようにうまくアップグレードすることができる。函数等式の結果は1960年代後半にセール (Serre) とドリーニュ (Deligne) により完成され、函数等式自体は一般的に証明されていない。

## 有理数体上の楕円曲線の場合
E を有理数体上の楕円曲線とすると E のハッセ・ヴェイユのゼータ函数は次の形となる。
{\displaystyle Z_{E,Q}(s)={\frac {\zeta (s)\zeta (s-1)}{L(s,E)}}.}
ζ(s) は通常のリーマンゼータ函数であり、L(s, E) を E/Q の L-函数と呼び、次のオイラー積で定義される。
{\displaystyle L(s,E)=\prod _{p}L_{p}(s,E)^{-1}.}
ここで素数 p に対し、
{\displaystyle L_{p}(s,E)={\begin{cases}(1-a_{p}p^{-s}+p^{1-2s}),&{\text{if }}p\nmid N\\(1-a_{p}p^{-s}),&{\text{if }}p\|N\\1,&{\text{if }}p^{2}|N\end{cases}}}
とする。この ap は次のような幾何的な意味を持つ。まず N は E の導手とよばれる不変量で、これは E がどのような還元をもつかをはかる。E は N を割らない素数 p で良い還元を持ち、このとき
ap = p + 1 −（E mod p の点の数）
とする。N をちょうど割る素数 p （つまり、p は N を割るが、p2 は割らないような、このことは p || N と書く）に対し乗法的還元を持ち、このとき E が p で分裂するかしないかに従い ap = ±1 とする。p2 が N を割るような素数のとき E は加法的還元を持つ。

## ハッセ・ヴェイユ予想
ハッセ・ヴェイユ予想は、ハッセ・ヴェイユのゼータ函数が複素平面の全体で定義された有理型函数へ解析接続され、リーマンゼータ函数の予想と類似した函数等式を満たすという予想である。有理数体上の楕円函数に対し、ハッセ・ヴェイユ予想はモジュラー性定理＝谷山志村予想より従う。